# William Dwight Whitney
William Dwight Whitney (9. února 1827, Northampton – 7. června 1894, New Haven) byl americký lingvista, filolog, lexikograf známý pro svou práci na gramatice sanskrtu a filologii Védy stejně jako pro svůj vlivný pohled na jazyk jako sociální instituci. Byl prvním prezidentem Americké filologické asociace a šéfredaktor The Century Dictionary.

## Život
William Dwight Whitney se narodil v Northamptonu v Massachusetts.
Původně se zajímal o přírodní vědy a pomáhal svému staršímu bratrovi Joshiahovi, který měl na starosti botaniku, barometrická pozorování a účetnictví při geologickém výzkumu v oblasti Superior Lake.
V roce 1950 opustil Ameriku kvůli studiu filologie, přesněji filologie sanskrtu a němčiny.

## Kariéra
William Dwight Whitney revidoval definice pro vydání Websterova amerického slovníku z roku 1864. V roce 1869 se stal zakladatelem a prvním prezidentem Americké filologické asociace a yaleským profesorem srovnávací filologie. Do roku 1867 vyučoval na vysoké škole i němčinu a francouzštinu.
Napsal metrické překlady Védy a mnoho článků o Védy a lingvistice, mnoho z nich bylo použito v sérii Oriental and Linguistic Studies (1872–74). Napsal několik knih o jazyce a učebnice gramatiky angličtiny, francouzštiny, němčiny a sanskrtu.
Jeho Sanskrtská gramatika (1879) je zčásti pozoruhodná kritikou Aštádhjájí, Pániniho sanskrtské gramatiky.
Mezi roky 1889 až 1891 byl šéfredaktorem první edice The Century Dictionary.